# Landschap met ontmoeting op de weg naar Emmaüs

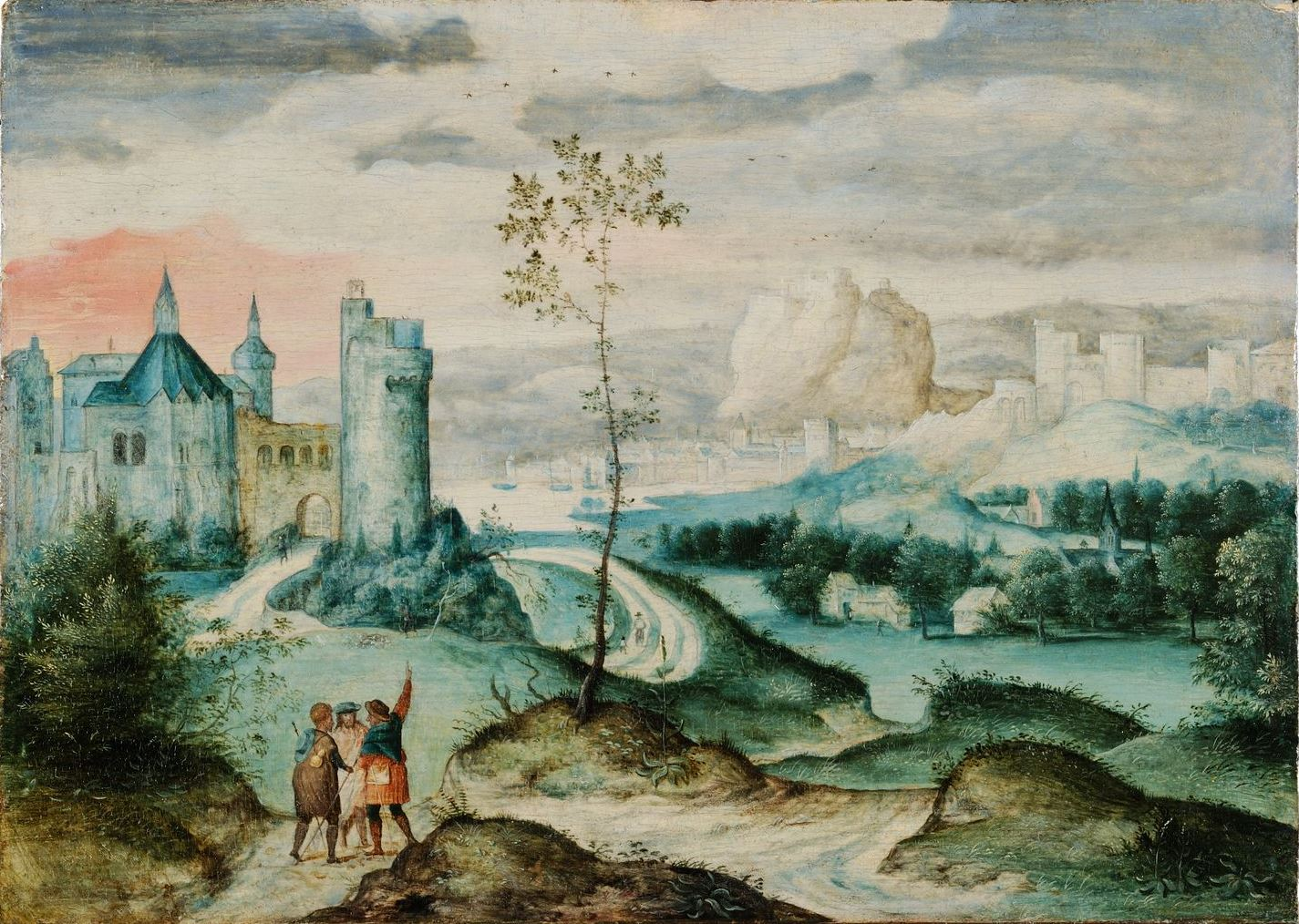
Landschap met ontmoeting op de weg naar Emmaüs

Het Landschap met ontmoeting op de weg naar Emmaüs (Frans: Paysage avec rencontre sur le chemin d’Emmaüs) is een schilderij dat wordt toegeschreven aan de Zuid-Nederlandse schilder Herri met de Bles.

## Geschiedenis
In de 16e eeuw werd het schilderij door Bles geschilderd. Met het werk beantwoordde de kunstenaar de vraag van een minder gefortuneerd publiek.
Voor 2010 was het werk onderdeel van de collectie van het Los Angeles County Museum of Art.
In 2010 werd het werk via Sotheby's aangekocht door het Fonds Pierre François Tilmon van de Koning Boudewijnstichting (Erfgoed). Het werk werd in langdurig bruikleen gegeven van het Musée provincial des Arts anciens du Namurois in Namen.

## Beschrijving
De opzet van het schilderij is typerend voor de stijl van de kunstenaar. Het schilderij beeldt een landschap uit met onder andere een kasteel (links), drie personen en een alleenstaande es in het midden. In andere werken van Bles wordt de linkerkant vaak gekenmerkt door een rotsformatie met een grote boom of een kasteel, terwijl in dit schilderij enkel een kasteel aan de linkerkant te vinden is.
De titel van het werk met daarin de benaming Emmaüs (Emmaüsgangers) verwijst naar een religieus thema, maar het religieuze component komt maar beperkt in het schilderij naar voren.